# 名鉄5700系電車
名鉄5700系電車（めいてつ5700けいでんしゃ）は、名古屋鉄道（名鉄）が1986年から2019年まで運用した電車である。

## 概要
名鉄名古屋本線を幹線とする急行列車のサービス向上のために登場した車両で、同時に同じ車体で5000系・5200系の機器を一部流用した5300系も増備された。本項では5300系についても同時に記述する。
名鉄の社内では5000系以降の高性能車について「SR車」と、5700系と5300系について「NSR車」と呼称していることに倣い、本項でも5700系登場以前の高性能車については「SR車」と表記し、5700系と5300系だけをまとめる必要がある場合は「NSR車」と表記する。また、特定の編成について記す場合は、豊橋向きの先頭車の車両番号をもって編成呼称とする（例：豊橋向き先頭車の車両番号がク5701の編成であれば「5701編成」）。

## 登場の経緯
名鉄名古屋本線では、豊橋と岐阜を結ぶ速達列車として特急・急行を運行しており、これらの列車には2扉クロスシート車が運用されていた。1977年以降は特急は7000系・7500系が中心となり、高速・急行には主に5000系・5200系・5500系などの2扉クロスシート車両が運用されていた。しかし、名鉄では在来車の冷房化改造を全く行わなかったため、一般利用者にとってはパノラマカー並みに固定窓で冷房を装備した車体を有するAL車の7300系の方がサービスのよい車両であり、非冷房の5000系・5200系は陳腐化が進んでいた。しかし、6000系のような通勤用の車両を急行列車に使用するのは、サービス上不十分とも考えられた。
折りしも日本国有鉄道（国鉄）東海道本線では、1986年に分割民営化を見据えて快速列車の大増発を行うことになった。これに対抗すべく、名鉄では新しい急行用の車両を製造することになり、登場したのが5700系である。ただし、当時の名鉄の財政事情では大量に5700系を増備するのは難しかったため、5700系と同様の車体で、5000系・5200系の台車や電装品を流用した車両として5300系が登場することになった。

## 車両概要
5700系は4両編成で登場し、1989年に一部の編成が中間車を増備して6両編成となった。5300系は4両編成と2両編成が製造された。
5700系は系列中に6形式が、5300系は系列中に4形式が存在する。
ク5700形
5700系の編成において豊橋側の先頭車となる制御車 (Tc1) 。
モ5750形
5700系の編成において中間に組み込まれる電動車 (M1) 。電動車ユニットの豊橋側の車両である。
サ5600形
5700系の編成において中間に組み込まれる付随車 (T) 。
モ5650形
5700系の編成において中間に組み込まれる電動車(M) 。
ク5800形
5700系の編成において岐阜側の先頭車となる制御車 (Tc2) 。
モ5850形
5700系の編成において中間に組み込まれる電動車 (M2) 。電動車ユニットの岐阜側の車両である。
モ5300形
5300系の編成において豊橋側の先頭車となる制御電動車 (Mc1) 。
モ5350形
5300系の編成において中間に組み込まれる電動車 (M2) 。
モ5450形
5300系の編成において中間に組み込まれる電動車 (M1) 。
モ5400形
5300系の編成において岐阜側の先頭車となる制御電動車 (Mc2) 。
本節では以下、登場当時の仕様を基本として記述し、増備途上での変更点については別途節を設けて記述する。更新による変更については沿革で後述する。編成については、編成表を参照のこと。

## 車体
先頭車は車体長18,150 mm・全長18,900 mm、中間車は車体長18,100 mm・全長18,830 mmで、車体幅は2,730 mmである。車体は普通鋼製で、屋根板と床板はステンレス板を使用した。レール上面から床面までの高さは1,110 mmである。車体塗装はスカーレット1色で、耐候性や光沢に優れるフッ素樹脂塗料を使用した。
前面は後方に傾斜した流線型で、大きなフロントガラスを使用した非貫通式の左右非対称スタイルとし、客室から前方視界が広がるように配慮した。ガラスは熱線ヒーター入りとした上で大型ワイパーも設置し、雨天時にも良好な視界が確保されるように考慮した。
客用扉は片側2ヶ所に幅1,400 mm・高さ1,808 mmの両開き扉を配置し、ラッシュ時におけるスムーズな乗降を考慮した。側面窓はパノラマカーと同様の固定窓（連続窓）で、車端部のロングシート部分のみバランサー付き下降窓とした。客用扉の窓にはフィルム入り合わせガラスを使用し、直射日光をやわらげるようにした。
先頭部分と側面窓上中央部には幕式の種別・行先表示器が設けられた。

## 内装

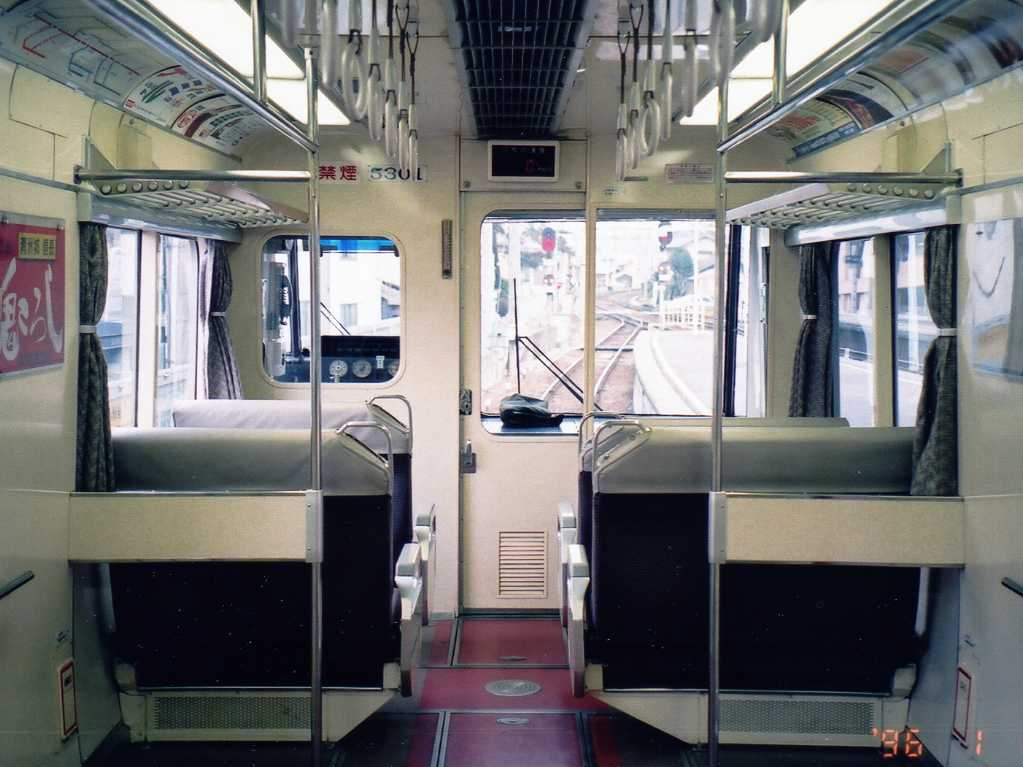
運転台直後の客室。写真で見て右側の座席は親子3人でも座れるよう幅が広い

車内は主として転換クロスシートを配置し、連結面側車端部にはロングシートを配置した。
転換クロスシートのシートピッチは900 mmで、乗務員室車掌側直後の2脚については幅を1,085 mmと広くして、親子3人でも座れるようにしたほか、後列の座席については若干高くした。また、出入り口付近には肘掛つきの折り畳み式補助座席を設けている。この座席は自動的に収納されるようにコイルばねとダンパを設けているほか、ラッシュ時には乗務員室からの操作でロックさせ、使用できないようにすることが可能である。使用可能な状態の際には補助座席のLED表示灯が点灯する。
乗務員室直後の客室上部にはデジタルLED式の速度計を取り付けた。室内灯は平面グローブ付きとして、天井に2列の配置とした。
室内の配色については、天井をクリーム色、壁面はベージュとして側面をレンガ模様・妻面を花柄模様とした。床面はワインレッドとブラウンで、床中央をワインレッドとした。座席の表地の色はスカーレットとした。
乗務員室の機器配置は既存のSR車と同様として誤操作防止を図ったほか、運転台以外は前面展望の妨げにならないように機器をすべて収納した上で無反射塗装を施した。

## 主要機器

### 5700系
5700系では、機器類は6500系と同様のものとした。
制御装置は製造コストの低減を図るため、1台の制御器で8基の電動機の制御を行う方式 (1C8M) の多段制御装置とした。採用されたのは東芝製の回生ブレーキ併用GTO界磁チョッパ制御方式の主制御器であるPE39C形である。7000系との連結運転を行うため、車両性能は7000系に合わせている。
主電動機については、東洋電機製造製の直流複巻補極補償巻線付電動機のTDK-8225A形が採用された。主電動機の出力は150 kWである。駆動方式は中空軸平行カルダン駆動方式で、歯数比は82:17=4.82である。制動装置（ブレーキ）については、他のSR車との連結のため、回生ブレーキ併用のHSC-R形電磁直通ブレーキが採用された。
台車は、住友金属工業製のSU形ミンデン式の空気ばね台車が採用された。電動台車がFS521A形で基礎制動装置はシングル式（片押し式）、付随台車がFS098A形で基礎制動装置はクラスプ式（両抱え式）である。
集電装置（パンタグラフ）はモ5750形・モ5850形に搭載した。電動空気圧縮機は交流電源による交流電動機駆動のC-1000形を搭載した。

### 5300系

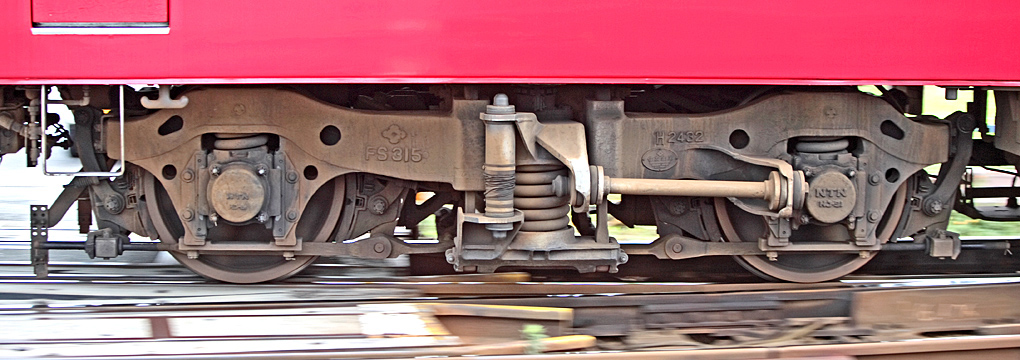
5000系・5200系から流用したFS315形台車

5300系では、一部機器や台車を5000系・5200系から流用した。
制御装置は三菱電機製のABFM108-15MRH形を新製した。界磁添加励磁制御方式を採用し、回生ブレーキを付加しており、1台の制御器で8基の電動機の制御を行う方式 (1C8M) である。
主電動機については、5000系・5200系から流用した東洋電機製造製の直流直巻整流子電動機のTDK823-A形を使用した。主電動機の出力は75 kWである。駆動方式は中空軸平行カルダン駆動方式で、歯数比は78:16=4.875である。制動装置（ブレーキ）については、回生ブレーキ併用HSC-R形電磁直通ブレーキが採用された。
台車は5000系・5200系から流用した金属ばね台車である。先頭車には住友金属工業製のアルストムリンク式軸箱支持方式の金属ばね台車であるFS307A形台車を、中間車には住友金属工業製軸ばね式軸箱支持方式のFS315形台車を使用した。
集電装置（パンタグラフ）はモ5350形・モ5400形に搭載した。電動空気圧縮機は5000系・5200系から流用したDH-25形を搭載した。

### 共通項目
冷房装置は、15,000 kcal/hの能力を有するRPU-4002形を1両につき2台搭載した。
補助電源装置は、出力70 kVAのブースタ方式静止型インバータ (SIV) を採用し、ク5700形・モ5850形・モ5300形・モ5450形に搭載した。1台で2両分の電源供給が可能である。5300系では、制御装置の添加励磁用電源にもSIVから出力された電源を使用する。

## 増備途上での変更点
5700系1次車は1986年6月に4両編成が3本、5300系1次車は1986年6月から7月にかけて4両編成が4本製造された。
1986年11-12月製造（5300系2次車）
- 4両編成4本と2両編成1本が増備された[25]。このときに流用した台車のうち、FS307形台車については基礎制動装置をシングル式（片押し式）からクラスプ式（両抱え式）に改造した上で使用した[22]。

1987年3月製造（5700系2次車）
- 4両編成2本が増備された[23]。この増備車からは、集電装置（パンタグラフ）が剛体架線に対応したものに変更された[21]。

1987年11月製造（5300系3次車）
- 2両編成4本が増備された[25]。このときに流用した台車のうち、FS315形台車についてはボルスタ部分を改造した上でFS315A形として使用した[22]ほか、電動空気圧縮機は5700系と同じC-1000形に変更された[25]。

1989年6月製造（5700系3次車）
- 当時の名古屋本線での高速・急行運用で6両編成の運用が増加していた[3]ため、6両貫通編成の増強目的で[23]中間車（サ5600・モ5650）のみが2編成分4両増備された[21]。この時の増備車は界磁添加励磁制御方式を導入[23]、制御装置に三菱電機製のABFM204-15MRH形を採用した[3]。主電動機は出力150 kWの直流直巻補極補償巻線付電動機である東洋電機製造製TDK8051A形が採用され[3]、台車は、住友金属工業製のSU形ミンデン式空気ばね台車であるFS521D形・FS098D形に変更された[21]。

## 沿革

### 運用開始
5700系は1986年6月24日から営業運転を開始、その後5300系も順次5700系との共通運用で営業運行に投入され、同年7月20日のダイヤ改正からNSR車の本格的な営業運行が開始された。NSR車の導入に伴い、名古屋本線系統の高速・急行列車については、ほぼ100 %冷房化が達成された。同年12月までには5300系の2次車が入線、1987年元旦から本格的に営業運行に投入された。さらに、同年3月に5700系の、同年11月には5300系の増備が行われ、NSR車は名古屋本線系統の主力車両となった。
1989年頃になると、名古屋本線の高速・急行列車では6両編成の運用が多くなり、6両貫通編成を増強する必要が生じた。これに伴い、5700系の一部を6両編成化することになり、モ5650形・サ5600形が2両ずつ製造され、5701編成・5702編成に組み込まれて6両編成となった。このときの増備車では、制御方式は界磁添加励磁制御を採用した。また、5300系は豊川線での運用が多くなった。
1990年10月29日のダイヤ改正において特急営業施策の変更が行われ、名古屋本線の特急では指定席車両と一般席車両を連結した「一部指定席」の特急が登場した。これに伴い、1000系「パノラマSuper」に一般席車両としてNSR車4両編成を連結したり、7700系「白帯車」2両に一般席車両として5700系6両編成を連結する特急列車が登場したほか、全車一般席の特急にはSR車全形式が運用されることになった。しかし、自由席車両としてNSR車を連結した列車では指定席車両と一般席車両の通り抜けができず、誤乗の問題も発生したことから、各車両に「指定席車」「一般席車」というサボを掲出するなどの対策も行ったが、結局、翌1991年10月21日のダイヤ改正からは1000系「パノラマSuper」で指定席車両と一般席車両の通り抜けができる貫通編成を組成して対応することになり、「一部指定席」特急は1000系「パノラマSuper」に統一された。

### 120 km/h運転対応と5300系の台車交換

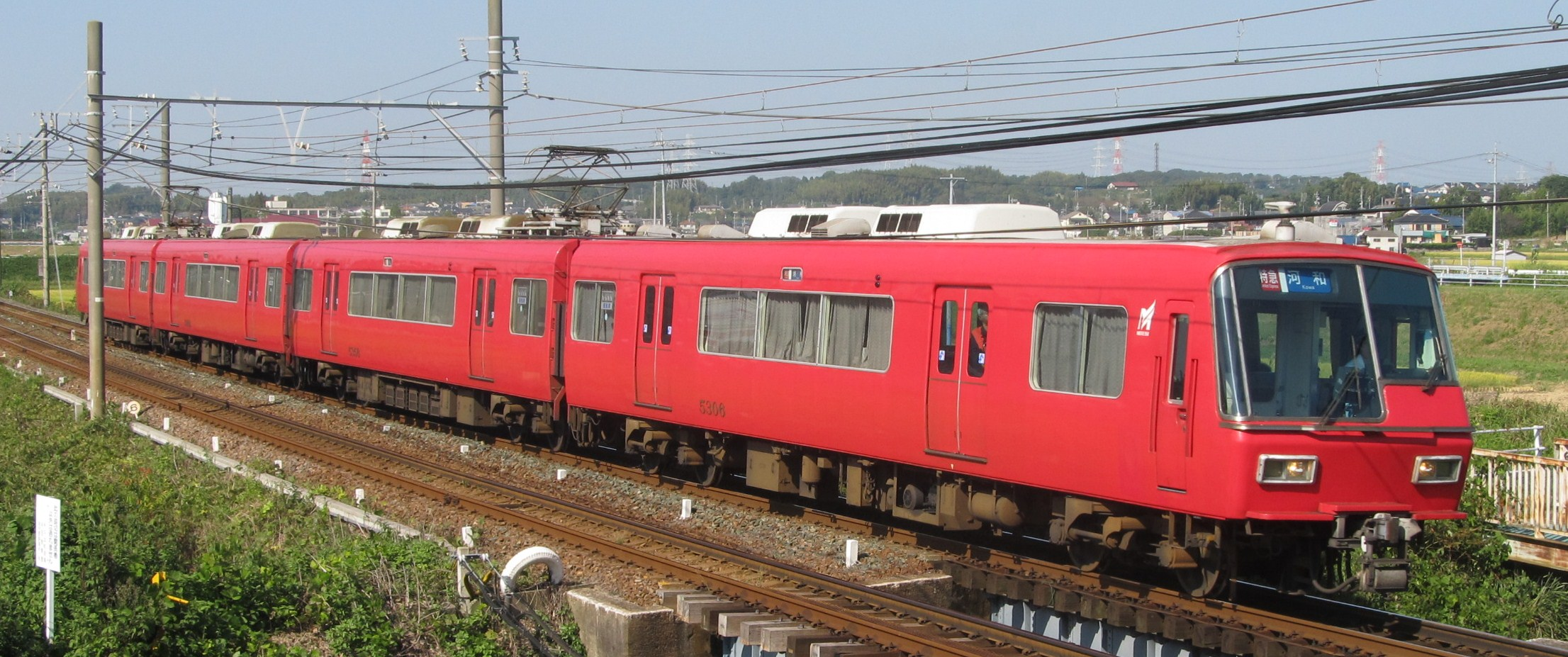
空気ばね台車に交換された5300系

名古屋本線では1990年8月から120 km/h運転が開始されるため、5700系については増圧ブレーキが設置された。
一方、5300系に使用されていた台車は5000系・5200系から流用した金属ばね台車で、乗り心地に問題があった。このため、まずFS315形台車については1989年までに枕ばね・軸ばねの改良やオイルダンパ移設などが行われたが、名古屋本線での120 km/h運転に対応する抜本的な対策として、1993年から台車の交換が開始された。これは、インダイレクトマウント式SUミンデン式の空気ばね台車であるFS550形台車（歯車比81：18=4.50：1）を新造し、捻出されたFS315形台車によってFS307形台車を淘汰するというものであったが、2000年3月以降はFS315形台車は転用せずにそのまま淘汰することとした。2009年時点では5300系の4両編成5本と2両編成3本がFS550形台車に交換され、4両編成3本がFS315形台車に統一されていた。FS550形台車に交換された編成では、120 km/h運転に対応するために増圧ブレーキの設置が行われたほか、電動空気圧縮機はDH-25形からC-1000形に交換となり、基礎ブレーキ装置はユニットブレーキとなった。なお、この台車交換によって捻出されたFS307A形台車のうち1台は、1994年に開設された名鉄資料館に保存されている。
なお、120 km/h運転対応により増圧ブレーキが設置されたNSR車であるが、全廃時点まで最高速度は110 km/hのままであった。

### 2扉車の淘汰に伴う廃車
その後、5500系・7000系・7500系・7700系・7100系が全廃されると、名鉄において2扉の一般車両はNSR車のみとなり、名鉄の車両でも少数派となった。
| 5700系中間車に5300系の運転台を取り付けた5601編成の先頭部側面 |  | 5601編成では運転席直後には座席がない |
| 5700系中間車に5300系の運転台を取り付けた5601編成の先頭部側面 |  | 5601編成では運転席直後には座席がない |

5700系5701編成・5702編成は2009年までは6両編成で運用されていたが、運用効率の向上のため、同年9月に1989年に新造した車両を外して4両編成化された。外された4両については、2009年に廃車された5313編成の運転台を活用して4両編成とすることになり、サ5601にはモ5313の運転台を取り付けた上でク5600形5601に形式変更、モ5652にはモ5413の運転台を取り付けて先頭車化改造された。これらの改造は2010年3月26日付で竣工、5601編成として運用されるようになった。この5601編成は、廃車発生品の運転台を取り付けているため、乗務員室のドアヒンジが車両先頭側ではなく客室側についてること、運転台の直後には座席がなく車椅子スペースとなっている点が、他のNSR車と異なる特徴である。
5300系は2009年から、5700系は2017年から除籍車両が発生している。5300系は2009年11月18日付で5312編成・5313編成が初の廃車となり、5700系は2017年6月に5702編成が初の廃車となった。2019年3月16日のダイヤ改正の時点で、5700系は5704編成・5705編成の2編成8両、5300系は5304編成・5305編成の2編成8両を残すのみとなり、本系列の特急運用も終了した。
その後9500系の運用開始に伴い、5700系・5300系の全編成置き換えが2019年10月に発表された。はじめに5700系5705編成が同年11月25日、5704編成が同年12月6日に廃車回送され、5700系が形式消滅した。残る5300系2編成も順次置き換えが進み、12月16日の5304編成、12月23日の5305編成の廃車をもって5300系も形式消滅となり。名鉄から2扉の一般車が消滅した。廃車後は全車両が解体され現存しない。

## 編成表
1996年時点（鉄道ピクトリアル 通巻624号 外山勝彦『名古屋鉄道現有車両編成表』 (1996) p.228）の車両番号を基本として記載する。
凡例：Tc …制御車、Mc …制御電動車、M …電動車、T…付随車
CON…制御装置、SIV…補助電源装置、CP…電動空気圧縮機、PT…集電装置

### 4両編成
| [ 47 ]   | ← 豊橋岐阜 → | ← 豊橋岐阜 → | ← 豊橋岐阜 → | ← 豊橋岐阜 → | 製造次数 | 備考                                                      |
| 形式     | ク5700       | モ5750       | モ5850       | ク5800       | 製造次数 | 備考                                                      |
| 区分     | Tc1          | M1           | M2           | Tc2          | 製造次数 | 備考                                                      |
| 車両番号 | 5701         | 5751         | 5851         | 5801         | 1次車    | 1989年6月から2009年9月までは6両編成 2019年1月28日付で廃車 |
| 車両番号 | 5702         | 5752         | 5852         | 5802         | 1次車    | 1989年6月から2009年9月までは6両編成 2017年6月26日付で廃車 |
| 車両番号 | 5703         | 5753         | 5853         | 5803         | 1次車    | 2019年3月4日付で廃車                                      |
| 車両番号 | 5704         | 5754         | 5854         | 5804         | 2次車    | 2019年12月6日付で廃車                                     |
| 車両番号 | 5705         | 5755         | 5855         | 5805         | 2次車    | 2019年11月25日付で廃車                                    |
| 搭載機器 | SIV,CP       | CON,PT       | SIV,CP,PT    |              |          |                                                           |
| 定員     | 110          | 120          | 120          | 110          |          |                                                           |

| [ 37 ]   | ← 豊橋岐阜 → | ← 豊橋岐阜 → | ← 豊橋岐阜 → | ← 豊橋岐阜 → | 製造次数 | 備考                                        |
| 形式     | ク5600       | モ5650       | サ5600       | モ5650       | 製造次数 | 備考                                        |
| 区分     | Tc           | M            | T            | Mc           | 製造次数 | 備考                                        |
| 車両番号 | 5601         | 5651         | 5602         | 5652         | 3次車    | 2010年3月から運用開始 2017年7月24日付で廃車 |
| 搭載機器 | SIV,CP       | CON,PT       | SIV,CP       | CON,PT       |          |                                             |

| [ 47 ]   | ← 豊橋岐阜 → | ← 豊橋岐阜 → | ← 豊橋岐阜 → | ← 豊橋岐阜 → | 製造次数 | 備考                                                  | 備考                   |
| 形式     | モ5300       | モ5350       | モ5450       | モ5400       | 製造次数 | 改造                                                  | 廃車                   |
| 区分     | Mc1          | M2           | M1           | Mc2          | 製造次数 | 改造                                                  | 廃車                   |
| 車両番号 | 5301         | 5351         | 5451         | 5401         | 1次車    | 1993年10月20日付けでモ5301・モ5401の台車をFS315に交換 | 2011年6月15日付で廃車  |
| 車両番号 | 5302         | 5352         | 5452         | 5402         | 1次車    | 1994年3月19日付けでモ5302・モ5402の台車をFS315に交換  | 2011年5月18日付で廃車  |
| 車両番号 | 5303         | 5353         | 5453         | 5403         | 1次車    | 1993年12月20日付けで台車をFS550に交換                 | 2011年8月5日付で廃車   |
| 車両番号 | 5304         | 5354         | 5454         | 5404         | 1次車    | 1993年4月29日付けで台車をFS550に交換                  | 2019年12月16日付で廃車 |
| 車両番号 | 5305         | 5355         | 5455         | 5405         | 2次車    | 2002年2月14日付けで台車をFS550に交換                  | 2019年12月23日付で廃車 |
| 車両番号 | 5306         | 5356         | 5456         | 5406         | 2次車    | 1994年12月12日付けで台車をFS550に交換                 | 2019年2月8日付で廃車   |
| 車両番号 | 5307         | 5357         | 5457         | 5407         | 2次車    | 1994年12月21日付けでモ5307・モ5407の台車をFS315に交換 | 2011年7月8日付で廃車   |
| 車両番号 | 5308         | 5358         | 5458         | 5408         | 2次車    | 1995年9月21日付けで台車をFS550に交換                  | 2019年2月18日付で廃車  |
| 搭載機器 | SIV,CP       | CON,PT       | SIV,CP       | CON,PT       |          |                                                       |                        |
| 定員     | 110          | 120          | 120          | 110          |          |                                                       |                        |

### 2両編成
5300系のみ。
| [ 47 ]   | ← 豊橋岐阜 → | ← 豊橋岐阜 → | 製造次数 | 備考                                 | 備考                                                                   |
| 形式     | モ5300       | モ5400       | 製造次数 | 改造                                 | 廃車                                                                   |
| 区分     | Mc1          | Mc2          | 製造次数 | 改造                                 | 廃車                                                                   |
| 車両番号 | 5309         | 5409         | 2次車    | 1999年2月15日付けで台車をFS550に交換 | 2017年6月26日付で廃車                                                  |
| 車両番号 | 5310         | 5410         | 3次車    | 2000年3月31日付けで台車をFS550に交換 | 2011年5月18日付で廃車                                                  |
| 車両番号 | 5311         | 5411         | 3次車    | 2001年1月15日付けで台車をFS550に交換 | 2011年8月5日付で廃車                                                   |
| 車両番号 | 5312         | 5412         | 3次車    |                                      | 2009年11月18日付で廃車                                                 |
| 車両番号 | 5313         | 5413         | 3次車    |                                      | 2009年11月18日付で廃車 運転台部分をサ5601・モ5652の 先頭車化改造に転用 |
| 搭載機器 | SIV,CP       | CON,PT       |          |                                      |                                                                        |
| 定員     | 110          | 110          |          |                                      |                                                                        |

### 6両編成
5700系のみ。1989年6月から2009年9月までこの編成で運用された。
| [ 47 ]   | ← 豊橋岐阜 → | ← 豊橋岐阜 → | ← 豊橋岐阜 → | ← 豊橋岐阜 → | ← 豊橋岐阜 → | ← 豊橋岐阜 → | 製造次数 | 備考                  |
| 形式     | ク5700       | モ5650       | サ5600       | モ5750       | モ5850       | ク5800       | 製造次数 | 備考                  |
| 区分     | Tc1          | M            | T            | M1           | M2           | Tc2          | 製造次数 | 備考                  |
| 車両番号 | 5701         | 5651         | 5601         | 5751         | 5851         | 5801         | 1次車    | モ5650・サ5600は3次車 |
| 車両番号 | 5702         | 5652         | 5602         | 5752         | 5852         | 5802         | 1次車    | モ5650・サ5600は3次車 |
| 搭載機器 | MG,CP        | CON,PT       | MG,CP        | CON,PT       | MG,CP        | CON,PT       |          |                       |
| 定員     | 110          | 120          | 120          | 120          | 120          | 110          |          |                       |